# Dick Tommel
Dirk Krijn Johannes (Dick) Tommel (Amersfoort, 18 april 1942 – Utrecht, 13 december 2023) was een Nederlands politicus.

## Loopbaan
Tommel studeerde scheikunde aan de Rijksuniversiteit van Utrecht. In 1969 promoveerde hij in Utrecht in de natuurwetenschappen en wiskunde.
Van 1966 tot 1967 was hij leraar aan het Stedelijk Gymnasium Johan van Oldenbarnevelt van Amersfoort en daarna tot 1969 wetenschappelijk medewerker aan de Rijksuniversiteit van Utrecht. Na een tijd wetenschappelijk onderzoeker te zijn geweest bij Unilever werkte hij als inspecteur voor Volksgezondheid en daarna als adjunct-directeur en chef hoofdafdeling milieuhygiëne Provinciale Waterstaat te Groningen van 1973 tot 1981.
Van 1983 tot 1994 was Tommel Tweede Kamerlid voor D66. Van 1994 tot 1998 was hij staatssecretaris van Volkshuisvesting, Ruimtelijke Ordening en Milieu (VROM) in het kabinet-Kok I. In die functie voltooide hij de door zijn voorganger Enneüs Heerma in gang gezette herzieningsoperatie op het gebied van de financiering van de woningbouw.
Hij bekleedde diverse bestuursfuncties. Vanaf 2000 tot december 2011 was hij voorzitter van het College voor de toelating van gewasbeschermingsmiddelen en biociden (Ctgb). Vanaf 2002 is hij voorzitter van de Commissie taakstellingen en flankerend beleid beton- en metselzandvoorziening. Van 2001 tot 2012 was Tommel voorzitter van het hoofdbestuur van Vastgoed Belang, een landelijke vereniging van particuliere verhuurders en beleggers in Nederland. Van 2005 tot 2018 was hij voorzitter van de Stichting Spaar het Klimaat, een landelijk netwerk van bedrijven die energiebesparing in bestaande gebouwen, vooral in woningen, propageerden. Van 2011-2016 was hij tevens voorzitter van de branchevereniging Nederlandse Isolatie Industrie. 
In 1997 uitte Frits Bolkestein (VVD) in een artikel in dagblad Het Parool scherpe kritiek op Tommel, vanwege diens vroegere rol in de Vereniging Nederland-DDR, waar Tommel tot de opheffing van deze vereniging in 1990 vicevoorzitter van was. Bolkestein noemde Tommel een "politiek onbenul".
Hij was van 1992 tot 1994 voorzitter van de Koninklijke Nederlandse Schaakbond. In de jaren zestig werd hij vijfmaal clubkampioen van Schaakgenootschap Amersfoort.
Tommel was voorzitter van de branchevereniging Koninklijke Nederlandse Bouwkeramiek (KNB) van 2002 tot 2018.
Tommel overleed in 2023 op 81-jarige leeftijd.
- Gemeinsame Normdatei: 1146157223
- International Standard Name Identifier: 0000 0003 9460 7315
- Nederlandse Thesaurus van Auteursnamen: 073698741
- Parlement.com: vg09llmsk8ve
- Virtual International Authority File: 289153402
- WorldCat: E39PBJd8fJwBbHvkjkdgWp8pyd